# Kamermuziek V
Kamermuziek V opus 80 werd in 2000 gecomponeerd door Aulis Sallinen. De subtitel voor dit werk luidt: Barabbas Variaties voor Accordeon solo en strijkers.

## Compositie
Het instrumentale werk (20 minuten lang) is gebaseerd op een aantal thema's uit het oratorium van de componist zelf: Barabbas Dialogen. Het is dus niet een thema met variaties, waarin op één thema wordt gevarieerd.
Het is eigenlijk een concertino, voor de ongebruikelijke bezetting van accordeon en strijkers. wat de begeleiding betreft, komt daarin overeen met Kamermuziek III en Kamermuziek IV. Met die composities heeft het ook gemeen dat de muziek in hoofdlijnen dansbaar is. Geconstateerd moet worden dat de combinatie met de accordeon een droeviger sfeer oproept dan Kamermuziek IV; het instrument heeft de melancholie van de cello uit Kamermuziek III.

## Instrumentatie
Voor Westerlingen lijkt een combinatie van klassieke muziek met accordeon nogal vreemd. Echter in Finland is de accordeon razend populair; wedstrijden worden live uitgezonden op de Publieke Omroep van Finland YLE. De accordeon is zo populair geworden aangezien ook de tango zeer populair is in Finland. De Finse volksaard (somber) past kennelijk wonderwel bij het temperament van de Argentijnen: Astor Piazzolla schreef ook werk voor bandoneon en strijkers.
De première vond plaats op 13 november 2001 te Rovaniemi (Lapland), door Matti Rantanen met het Kamerorkest van Lapland geleid door John Storgårds.

## Latere versie
Inmiddels is van Kamermuziek in 2006 een nieuwe versie verschenen, een voor piano en strijkorkest; deze heeft opus 80A meegekregen. Deze is geschreven voor pianist Ralf Gothóni.

## Bron
- Uitgave van CPO